# Johann Justus Peter Schulze
Johann Justus Peter Schulze (*  30. Mai 1785 in Osterweddingen; † 30. Oktober 1855 in Halle (Saale)) war ein preußischer Stadtbaumeister in Halle an der Saale.

## Familie
Johann Justus Peter Schulze wurde in Osterweddingen bei Magdeburg als Sohn des Mühlenbesitzers Mstr. Johann Martin Christoph Schulze und dessen Ehefrau Magdalena Elisabeth Schulze geb. Herbst geboren. Schulzes Vorfahren waren über vier Generationen Müller in Osterweddingen. 1817 heiratete Schulze in Halle an der Saale Johanne Friedrike Caroline Elisabeth geb. Wach, Witwe des dortigen Conservateurs der Hypotheken Jacob Friedrich Sachße. Neben den Stiefkindern Sachße hatte Schulze aus dieser Ehe sechs eigene Kinder. Schulzes jüngere Schwester Johanna Magdalena Elisabeth heiratete Ernst Friedrich Sachße, den Bruder von Jacob Friedrich Sachße.

## Leben und Wirken
Zunächst wurde Schulze bis zu seinem 14. Lebensjahr vom Dorfkantor unterrichtet. Anschließend besuchte Schulze eine Kunstschule in Magdeburg. Im Alter von 17 Jahren studierte er in Magdeburg Baukunst und Mathematik. 1803 bestand er das Examen als Feldmesser.
Nach der Ausbildung wurde Johann Justus Peter Schulze bei der Königlichen Kammer in Magdeburg als Baukondukteur angestellt. 1805 erfolgte seine Versetzung nach Halle, wo er den Bau dreier Mühlen in den Vororten Trotha, Giebichenstein und Böllberg leitete. Weitere Bauprojekte hatte er in der Gegend des Harzes.
In den Befreiungskriegen war er ab 1814 Leutnant und Festungsbauingenieur. Nach Kriegsende kehrte Johann Justus Peter Schulze 1817 nach Halle zurück. Dort baute er unter anderem die Schleuse Böllberg und die Schleuse Planena. Im Jahr 1822 wurde er zum Stadtbaumeister ernannt. Zwei Jahre später wurde er Bürger der Stadt. Weiterhin war er Landesbauinspektor. In dieser Funktion war er außer für die Stadt Halle auch für den umliegenden Saalkreis, die Martin-Luther-Universität Halle-Wittenberg und die Franckeschen Stiftungen zuständig. Seine Pläne für ein neues Hauptgebäude der Universität (1824) wurden verworfen.
1851 ging Johann Justus Peter Schulze in den Ruhestand. In diesem Jahr starb auch seine Frau. Er selbst starb 1855 und wurde auf dem Stadtgottesacker in Halle beerdigt.

## Bauwerke
- Erhaltene Bauwerke

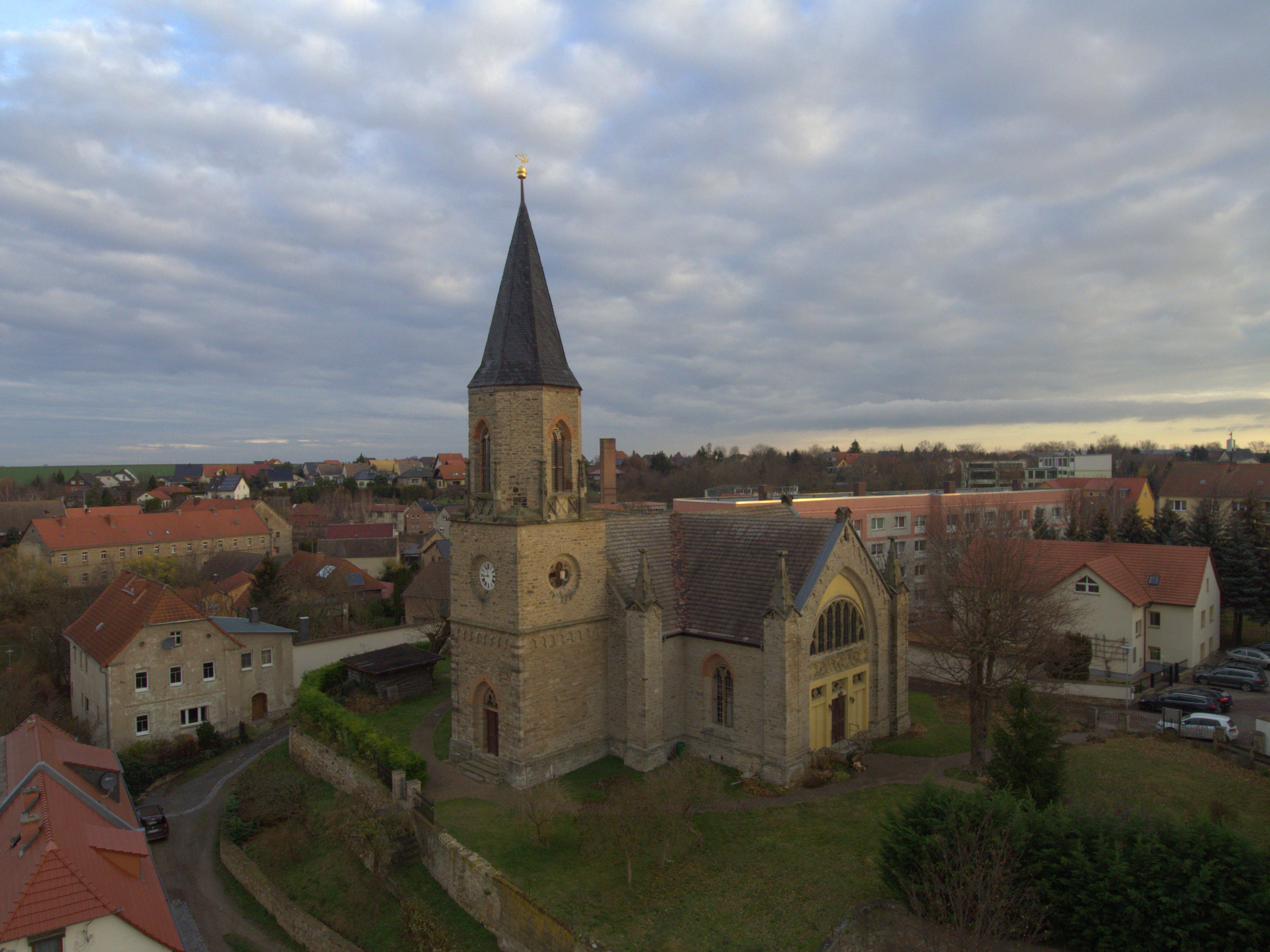
St. Lucia und Ottilie in Höhnstedt

  - 1825–1826: Hospital St. Cyriaci und Antonii in Halle (Saale) (1928–1929 durch Stadtbaurat Wilhelm Jost stark verändert)[6]
  - 1830–1832: Kirche St. Lucia und Ottilie in Höhnstedt (neugotisch, an den Tudorstil angelehnt)[7]
  - 1839–1840: Universitätsklinik am Domplatz in Halle (Saale) (ab 1883 Zoologisches Institut der Universität; heute Zentralmagazin Naturwissenschaftlicher Sammlungen)[8][2]

- Nicht erhaltene Bauwerke
  - 1822–1824: Logenhaus Halle[9][2]
  - 1823: Brunnenbecken am Marktplatz in Halle[3][2]
Die 1828 von Johann Gottfried Schadow geschaffenen gusseisernen Löwen wurden 1868 vor dem Universitätshauptgebäude aufgestellt.[10]
  - 1823: Schützenhaus der Stadtschützengesellschaft beim Leipziger Turm in Halle[3]
  - 1824–1826: neugotische Umbauung des Roten Turms in Halle[11]
  - 1830er Jahre: Stadttheater in Halle (1884–1886 durch größeren Neubau ersetzt, heutiges Opernhaus Halle)[12][2]
  - 1838–1840: Postamt in Halle (1892–1898 durch erhaltenen Neubau ersetzt)[2][13]

- Nicht erhaltene vermutete Bauwerke
  - Mühle in Halle-Böllberg[3] (1858 durch Louis Hildebrand erworben und in den Jahren 1875 und 1876 nach einem Brand neu gebaut[14])
  - Mühle in Halle-Giebichenstein[2][3] (unklar)
  - Mühle in Halle-Trotha[3] (später stark umgebaut)
  - Mühle in Halle-Kröllwitz[2] (später mehrfach stark umgebaut, da zunächst Papiermühle, dann Papierfabrik, heute Wohnungen)
  - Schleuse Alsleben[2] (in den 1930er Jahren stark umgebaut)
  - Schleuse Halle-Böllberg[3] (nicht vom Umbauplan der 1930er Jahre betroffen; erhaltene historische Bausubstanz dennoch unwahrscheinlich)
  - Schleuse Halle-Trotha[2] (nicht vom Umbauplan der 1930er Jahre betroffen; erhaltene historische Bausubstanz dennoch unwahrscheinlich)
  - 1816–1820: Schleuse Halle-Planena[3] (nicht vom Umbauplan der 1930er Jahre betroffen[15]; erhaltene historische Bausubstanz dennoch unwahrscheinlich)